# Tharston
Tharston – wieś w Anglii, w Norfolk. W 1961 wieś liczyła 364 mieszkańców. Tharston jest wspomniana w Domesday Book (1086) jako Ster(e)stuna/Therstuna.